# Wojnowo (województwo warmińsko-mazurskie)

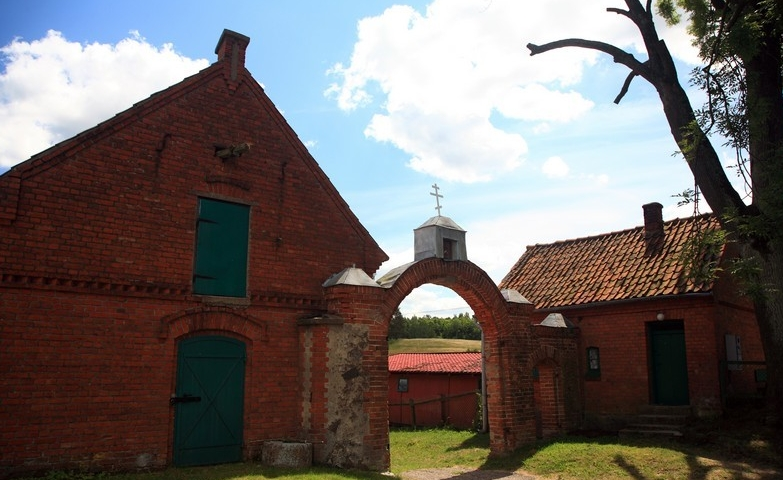
Wojnowo

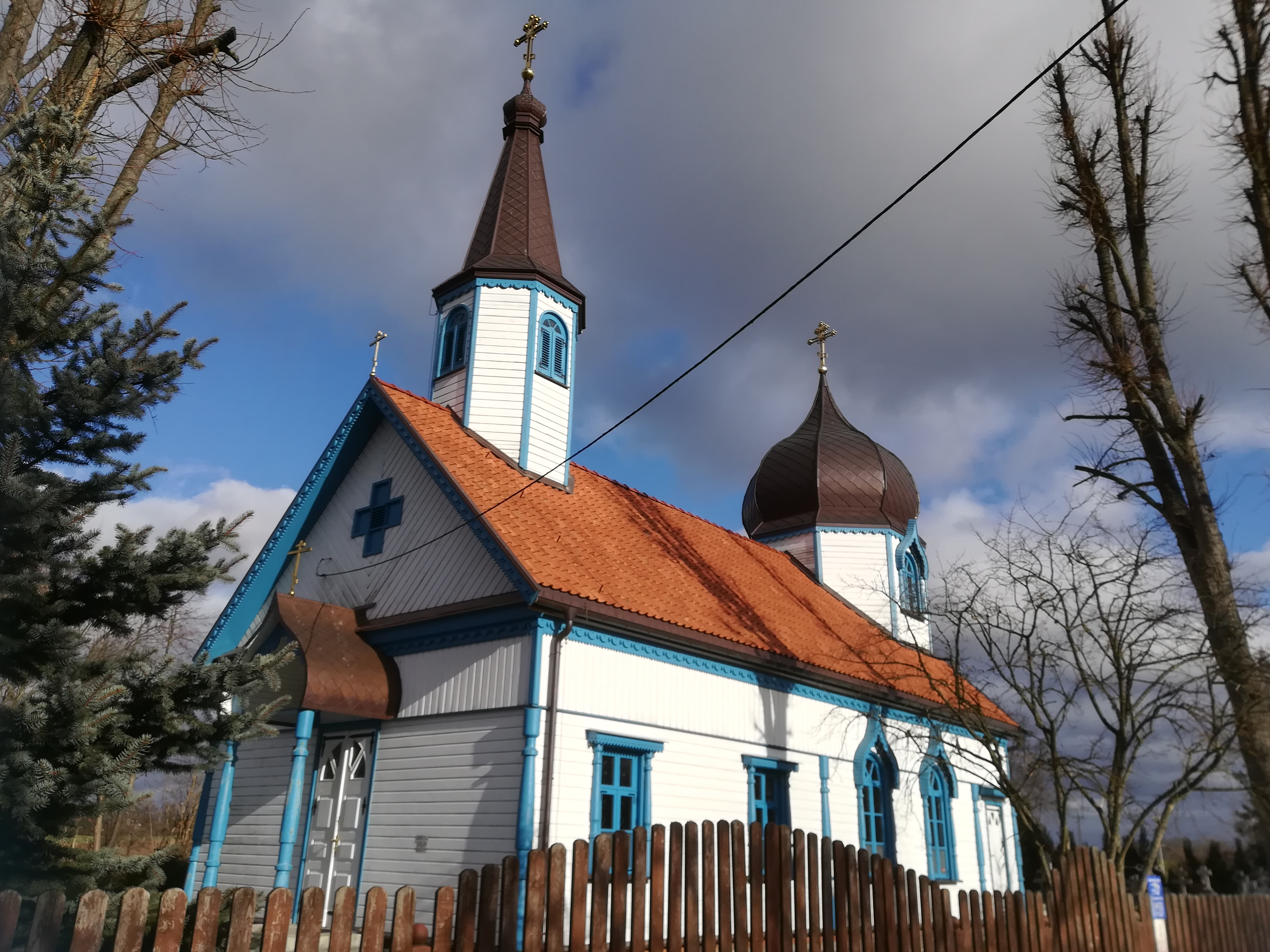
Cerkiew w Wojnowie

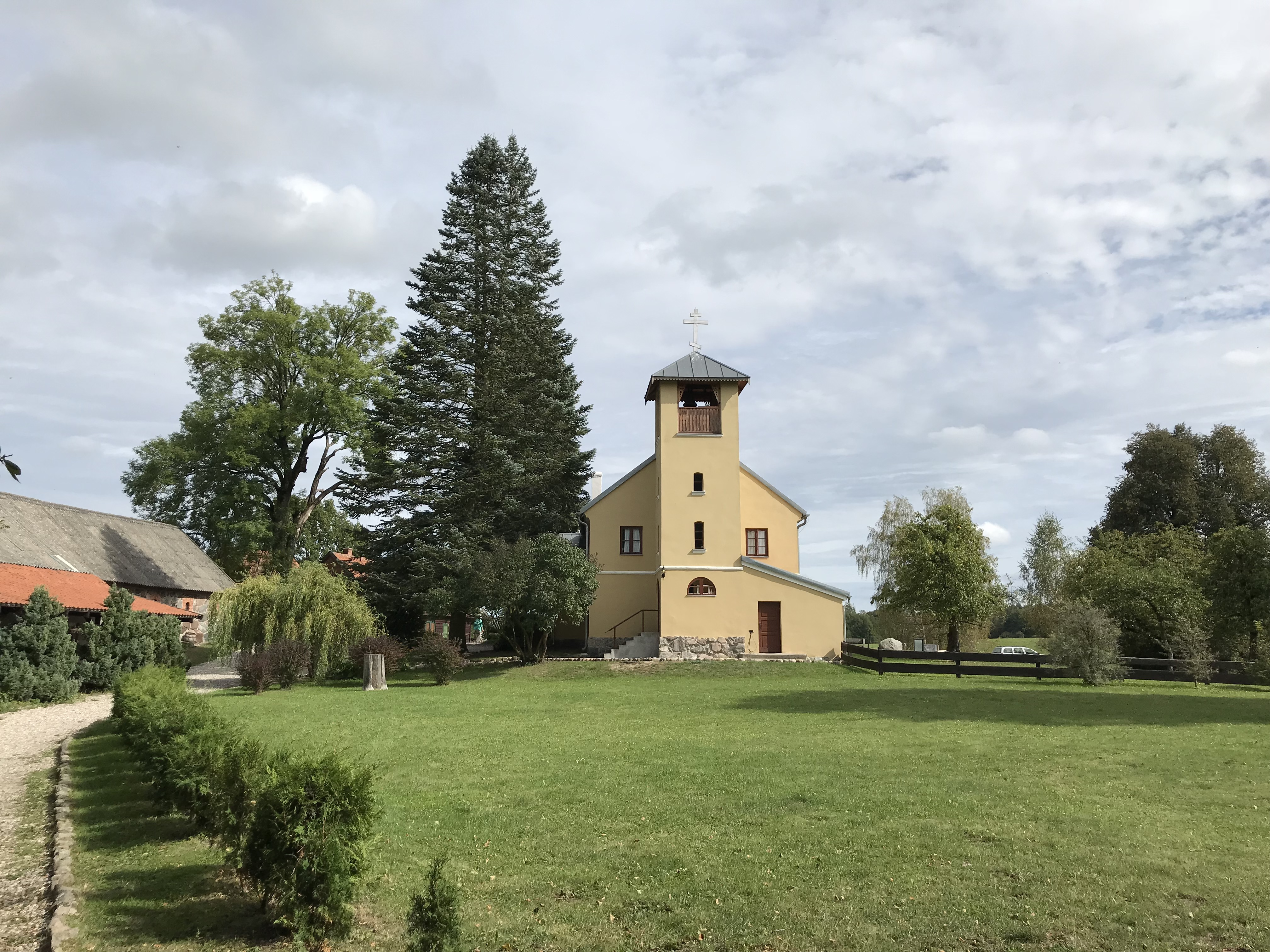
Dawny klasztor staroobrzędowców, obecnie muzeum

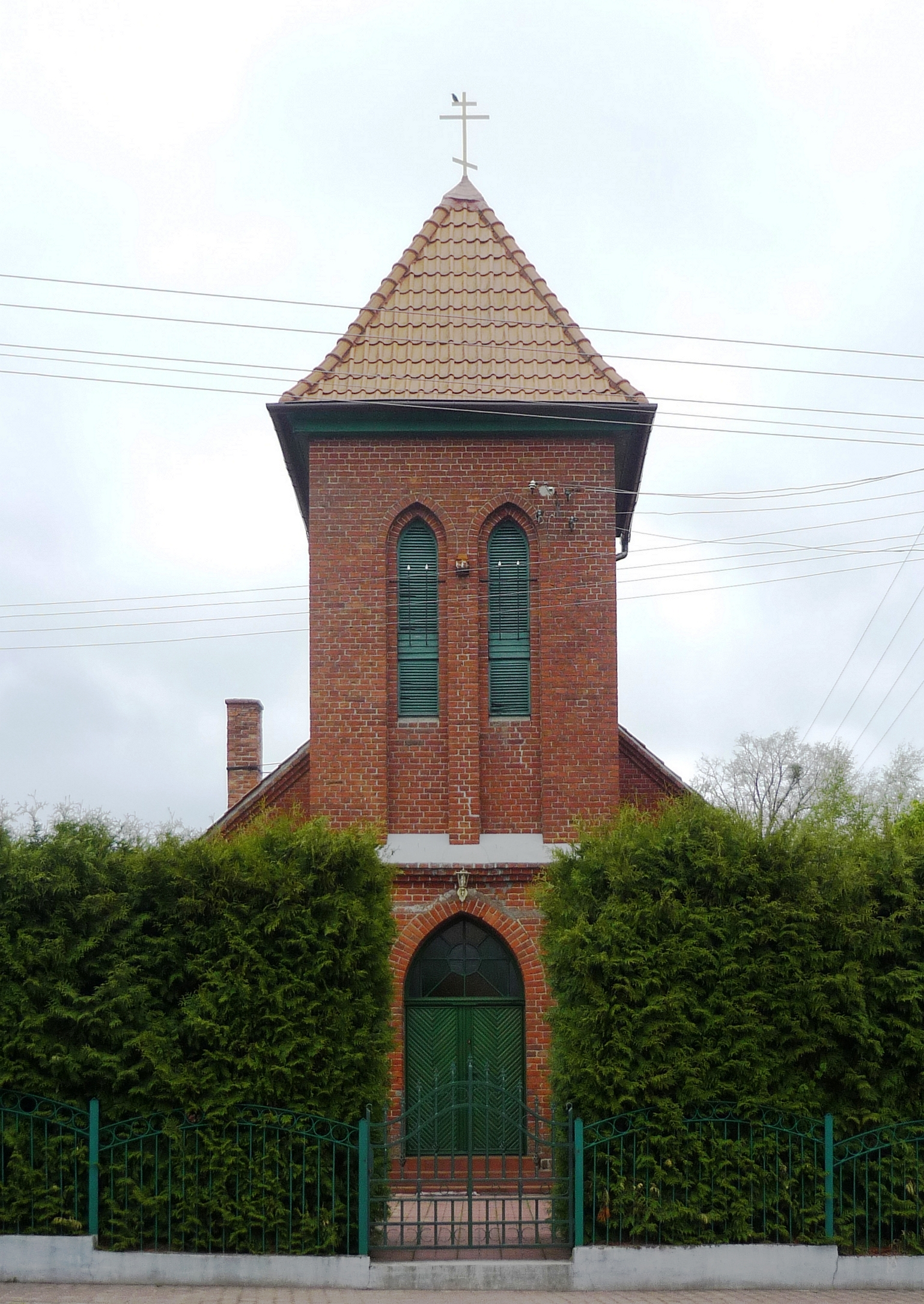
Molenna w Wojnowie

Wojnowo (dawniej Ekiertowo, niem. Eckertsdorf) – wieś w Polsce, położona w województwie warmińsko-mazurskim, w powiecie piskim, w gminie Ruciane-Nida. Siedziba sołectwa Wojnowo.
W latach 1975–1998 wieś należała administracyjnie do województwa suwalskiego.
Od 1 stycznia 1973 r. wieś należała do powiatu piskiego (wcześniej, przez ponad 150 lat w powiecie mrągowskim). 
Wieś starowierska nad rzeką Krutynią, założona w 1832 r.
| SIMC    | Nazwa  | Rodzaj    |
| ------- | ------ | --------- |
| 0767204 | Majdan | część wsi |

## Historia
Wieś założona na prawie dziedziczenia w 1832 r. przez rosyjskich starowierów (staroobrzędowców).
Staroobrzędowcy, którzy rozpoczęli osiedlanie się w Prusach od 1831 r., osiedlili się we wsiach Onufryjewo, Ukta, Zameczek, Iwanowo, Piaski). Pierwszego zakupu ziem nad rzeką Krutynią w pobliżu jeziora Duś dokonano 2 grudnia 1831 i było to 1504 morgów pruskich lasu. Głównym nabywcą tych terenów był brat Jefima Borysowa, Sidor Borysow (Sławikow), mieszkający przed przyjazdem do Prus w Posejance w Suwalskiem. Po stłumieniu powstania w Polsce, zjawił się on tam z pozostałymi współtowarzyszami i przystąpił do zakładania wsi, która od nazwiska ówczesnego pruskiego nadleśniczego otrzymała oficjalną nazwę Eckertsdorf. Jednak Sidor Borysow, na pamiątkę wsi w powiecie rzeżyckim, w guberni witebskiej (ówczesna Rosja), w której w 1778 się urodził, nazwał ją Wejnowem.
W grudniu 1831 staroobrzędowcy zakupili również grunty na lewym brzegu Krutyni na północ od Wojnowa, gdzie powstały z czasem następujące wsie: Gałkowo (od staroruskiego słowa galiat – radować się, niem. Galkowen), Mościska (Ignatowo, zwane też Nikołajewo, Nikolaihorst) od imienia jednego z czterech osadników, Zameczek (Schlößchen) i w 1840 Iwanow (Iwanowen). Na północny wschód od Wojnowa trzynastu staroobrzędowców przyjechało ze wsi Jury, Wilczego, Poliszewo i Ignacego. Osiedli oni na 722 morgach 27 prętach ziemi dając zgodnie z aktem kupna – sprzedaży z 1 kwietnia 1832 początek wsi Ładne Pole (Schoenfeld), nazwanej później Śwignajno Małe. Wieś ta powstała na północny wschód od Wojnowa.
Staroobrzędowcy nabyli w różnym czasie łącznie 5047 morgów leśnego gruntu za sumę 24 084 talarów. W sumie wyznawcy starej wiary prawosławnej założyli jedenaście wsi w powiecie mrągowskim. Osadników zwalniano od opłaty podatków w ciągu pierwszych sześciu lat, ale nie przyznano im przywileju wolnego wyrębu lasów. Nie uzyskali też zwolnienia od obowiązku służby wojskowej aż do trzeciego pokolenia. Jedynie staroobrzędowcy z pierwszego pokolenia, którzy nabyli ziemię na swoje imię, byli wolni od poboru do wojska. Ponieważ przeważnie grunty formalnie kupował jeden delegowany staroobrzędowiec, więc ci wszyscy, którzy od niego otrzymywali swoje parcele, tracili prawo do zwolnienia ze służby wojskowej. W 1842 roku w wieku poborowym było w Wojnowo 61 osób. Z miejscową administracją osadnicy porozumiewali się w języku polskim, który opanowali w czasie pobytu w Królestwie Polskim. Przy zawieraniu umów towarzyszył im polski tłumacz przysięgły – Skopnik. Starowiercy na Mazurach, zanim pobudowali molenny, modlili się w wybranych domach odpowiednio przystosowanych do tego celu.
W 1839 r. we wsi były 34 domy z 298 mieszkańcami. W tym czasie Wojnowo było siedzibą proboszcza prawosławnego (istniała już cerkiew z dzwonnicą). W 1862 r. nastąpiło wydzielenie wsi Wojnowo spod administracji leśnej i ustanowienie jej samodzielną gminą wiejską. W 1876 r. powstała we wsi jednoklasowa szkoła z niemieckim językiem nauczania. W szkole pracowało trzech nauczycieli i uczyło się 118 dzieci, łącznie z dochodzącymi z Zameczka. Około 1900 r. Wojnowo nie było już wsią wyłącznie starowierów, była bowiem w połowie zamieszkała przez Mazurów.
W 1935 r. ówczesne władze niemieckie nadały urzędową nazwę wsi jako Eckersdorf, na cześć nadleśniczego Eckerta. Później, przez pewien czas, Wojnowo nazywano również Ekiertowo. W 1939 r. w Wojnowie mieszkało 605 osób. W czasie drugiej wojny światowej (1939-1945) w Wojnowie mieścił się niemiecki obóz pracy przymusowej dla jeńców wojennych.
W 1973 r. do sołectwa Wojnowo (gmina Ukta, powiat piski) należało także wybudowanie Majdan (Maudannen).

## Budowle religijne
W 1837 staroobrzędowcy mieli już świątynię w Ładnym Polu. Zbudowali ją mieszkańcy wsi Ładne Pole, Osiniak i Piotrowo. Została wzniesiona z surowych okrąglaków i pokryta słomą. Przed wejściem dostawiono dzwonnicę z ośmiokońcowym krzyżem, do której wchodziło się z przedsionka świątyni. Pod dwuspadowym daszkiem zawieszone były początkowo biła – drewniane i metalowe, a potem dzwony. Ostatnie nabożeństwo odbyło się w niej w 1915. W 1935 molennę rozebrano.
W 1846 wybudowano w Wojnowie większą cerkiew z dzwonnicą o wymiarach: 10 m długości, 6 m szerokości, i 5 m wysokości. Daszek na dzwonnicy był czterospadowy i wchodziło się do niej z zewnątrz po specjalnej drabinie, żeby uruchomić trzy dzwony. Na tylnej części dachu molenny, na kwadratowej podstawie umieszczona została kopulasta wieżyczka z ośmiokońcowym krzyżem wysokości 12 m. Po pożarze w 1921 wybudowano z czerwonej cegły nową świątynię, zewnątrz przypominającą kościół ewangelicki, ale wnętrze jej, istniejące do dziś, jest typowe dla cerkwi wyznawców starej wiary prawosławnej. Istnieje również do dzisiaj zespół budynków klasztornych z XIX wieku.

## Zabytki
- Cerkiew drewniana z lat 1921–1923, wybudowana według projektu ks. Aleksandra Awajewa z Tweru. Początkowo należała do parafii jednowierczej, obecnie cerkiew klasztorna. Architektura świątyni zawiera liczne elementy budownictwa staroruskiego. Przy cerkwi funkcjonuje prawosławny klasztor żeński Zaśnięcia Matki Bożej. Cerkiew służy też miejscowej parafii Polskiego Autokefalicznego Kościoła Prawosławnego.
- Monaster staroobrzędowy wybudowany w 1847 r. nad jeziorem Duś, ok. jednego kilometra na zachód od wsi, na niewielkim pagórku, pierwotnie męski, rozbudowany w latach 1852–1857 przez Piotra Ledniewa, zwanego Pawłem Pruskim. W 1885 przybyła tu z Moskwy mniszka Eupraksja (Dikopolska), wykupiła klasztor wraz z folwarkiem, założyła zgromadzenie żeńskie i sprowadziła mniszki ze spalonego klasztoru w Spychowie. We wnętrzu klasztornej molenny muzeum: wystrój staroobrzędowego domu modlitwy, ikony z XIX w., krzyże, księgi, srebrny żyrandol. W zespole klasztornym znajdują się także: dom zakonnych, dwa domy furtialne, brama, budynki gospodarcze. Klasztor był już przed 1939 r. celem wycieczek.
- Neogotycka molenna wybudowana w latach 1923–1927 (świątynia miejscowej parafii Wschodniego Kościoła Staroobrzędowego).
- Cmentarz prawosławny.
- Chałupy drewniane z końca XIX i początku XX w.
- Na południowy wschód od wsi wielkie skupisko głazów narzutowych, ponad 8 tysięcy sztuk[7].